# Calcio Monza 2001-2002
Questa pagina raccoglie le informazioni riguardanti il Calcio Monza nelle competizioni ufficiali della stagione 2001-2002.

## Stagione
Nella stagione 2001-2002 il Monza disputa il girone A del campionato di Serie C1. Si piazza all'ultimo posto della classifica con 24 punti, retrocedendo in Serie C2 con l'Arezzo e con l'Alzano Virescit. Un campionato di Serie C1 da dimenticare alla svelta per il Monza, con tre allenatori che si sono alternati alla guida dei brianzoli, senza invertire la rotta di marcia dei biancorossi. Il girone di andata si è chiuso con 15 punti in quindicesima posizione, nel girone di ritorno con soli 9 punti raccolti, il Monza ha fatto peggio di tutti. La somma dei due gironi è stato l'ultimo posto, con il mesto arrivederci alla categoria, e la conseguente retrocessione nel quarto livello del calcio nazionale, avendo subito due declassamenti consecutivi. Nella Coppa Italia nazionale il Monza disputa ad agosto il quinto gruppo di qualificazione, vinto dalla Sampdoria. Nella Coppa Italia di Serie C i brianzoli superano nel doppio confronto dei sedicesimi il Varese, mentre negli ottavi escono per mano dell'Albinoleffe, che poi andrà a vincere il trofeo.

## Rosa
| N. |                      | Ruolo | Calciatore                |
| -- | -------------------- | ----- | ------------------------- |
|    | Italia (bandiera)    | C     | Simonluca Agazzone        |
|    | Italia (bandiera)    | C     | Luca Baldo                |
|    | Italia (bandiera)    | A     | Emanuele Cancellato       |
|    | Argentina (bandiera) | A     | Lucas Cantoro             |
|    | Italia (bandiera)    | D     | Gianpaolo Castorina       |
|    | Brasile (bandiera)   | C     | Aparecido Ernegas Cidimar |
|    | Italia (bandiera)    | C     | Alberto Colombo           |
|    | Italia (bandiera)    | D     | Matteo Contini            |
|    | Italia (bandiera)    | D     | Paolo Cozzi               |
|    | Italia (bandiera)    | P     | Stefano Greco             |
|    | Italia (bandiera)    | C     | Oscar Damiani             |
|    | Italia (bandiera)    | A     | Daniele Degano            |
|    | Italia (bandiera)    | D     | Vincenzo Esposito         |
|    | Italia (bandiera)    | C     | Franco Florio             |
|    | Italia (bandiera)    | A     | Alessandro Galli          |

| N. |                      | Ruolo | Calciatore           |
| -- | -------------------- | ----- | -------------------- |
|    | Italia (bandiera)    | A     | Massimo Ganci        |
|    | Italia (bandiera)    | A     | Alex Gibbs           |
|    | Italia (bandiera)    | C     | Marco Gori           |
|    | Brasile (bandiera)   | C     | Andre De Almeida Ivo |
|    | Australia (bandiera) | D     | Adrian Madaschi      |
|    | Italia (bandiera)    | D     | Cristian Maggioni    |
|    | Italia (bandiera)    | D     | Matteo Melani        |
|    | Italia (bandiera)    | C     | Matteo Pagani        |
|    | Italia (bandiera)    | A     | Matteo Pelatti       |
|    | Italia (bandiera)    | D     | Luca Percassi        |
|    | Italia (bandiera)    | P     | Luca Davide Righi    |
|    | Italia (bandiera)    | D     | Nicolò Rossi         |
|    | Italia (bandiera)    | C     | Cristiano Scazzola   |
|    | Italia (bandiera)    | P     | Lorenzo Squizzi      |
|    | Nigeria (bandiera)   | A     | Emeka Jude Ugali     |

## Risultati

### Campionato

#### Girone di andata
| Arbitro: | Romeo (Verona) |

|                        |           |  |
| Pisano 50’, 56’ (rig.) | Marcatori |  |

| Monza 9 settembre 2001 2ª giornata | Monza               | 0 – 0 | Cesena | Stadio Brianteo\| Arbitro: \| Carlucci (Molfetta) \| |
| Arbitro:                           | Carlucci (Molfetta) |       |        |                                                      |

| Lumezzane 16 settembre 2001 3ª giornata | Lumezzane           | 0 – 0 | Monza | Nuovo Stadio Comunale\| Arbitro: \| Vicinanza (Albenga) \| |
| Arbitro:                                | Vicinanza (Albenga) |       |       |                                                            |

| Arbitro: | Latella (Potenza) |

|            |           |                     |
| Degano 70’ | Marcatori | 10’, 26’ Varricchio |

| Arbitro: | Saveri (Viterbo) |

|  |           |            |
|  | Marcatori | 57’ Degano |

| Arbitro: | Battistella (Conegliano) |

|                        |           |                             |
| Degano 8’ Scazzola 39’ | Marcatori | 14’ Caterino 77’ S. Venturi |

| Arbitro: | Marchesi (Bergamo) |

|                                           |           |              |
| Andreotti 8’ M. Longhi 12’ Pellissier 21’ | Marcatori | 38’ A. Galli |

| Arbitro: | Santucci (Reggio Calabria) |

|                        |           |              |
| Ganci 1’, 61’ Gori 54’ | Marcatori | 86’ Rossetti |

| Arbitro: | Angrisani (Salerno) |

|                                       |           |                                 |
| Crisopulli 16’ Granozi 31’ Sinato 89’ | Marcatori | 59’ Ganci 62’ (aut.) Crisopulli |

| Arbitro: | Benedetti (Vicenza) |

|                        |           |                         |
| Ganci 12’ Agazzone 84’ | Marcatori | 10’ Beretta 70’ Bonazzi |

| Arbitro: | Squillace (Catanzaro) |

|                  |           |  |
| Fava Passaro 48’ | Marcatori |  |

| Arbitro: | Ferraro (Crotone) |

|               |           |              |
| Borriello 35’ | Marcatori | 37’ Scazzola |

| Arbitro: | Finazzi (Torino) |

|                      |           |  |
| Matteazzi 70’ (aut.) | Marcatori |  |

| Arbitro: | Lambertini (Bologna) |

|           |           |              |
| Alteri 9’ | Marcatori | 35’ Scazzola |

| Arbitro: | Battistella (Conegliano) |

|  |           |                                                           |
|  | Marcatori | 39’, 48’ (rig.) Bortolazzi 65’ Cavalli 78’, 83’ Bertolini |

| Arbitro: | Grugliano (Crotone) |

|           |           |  |
| Mussi 18’ | Marcatori |  |

| Arbitro: | Cenni (Imola) |

|  |           |              |
|  | Marcatori | 89’ Tangorra |

#### Girone di ritorno
| Arbitro: | Ferraro (Crotone) |

|             |           |                   |
| Pelatti 76’ | Marcatori | 44’ (rig.) Pisano |

| Arbitro: | Celi (Bari) |

|              |           |  |
| Bonfanti 52’ | Marcatori |  |

| Arbitro: | Lops (Torino) |

|  |           |              |
|  | Marcatori | 25’ Chiecchi |

| Arbitro: | Capozzi (Vicenza) |

|             |           |  |
| Cagnale 72’ | Marcatori |  |

| Arbitro: | Ponzalli (Firenze) |

|          |           |          |
| Ganci 5’ | Marcatori | 33’ Sgrò |

| Arbitro: | Saveri (Viterbo) |

|                                 |           |                          |
| Turchi 3’, 45’ Testini 46’, 49’ | Marcatori | 25’ Ganci 90+2’ Scazzola |

| Arbitro: | Brunialti (Trento) |

|            |           |                |
| Degano 48’ | Marcatori | 42’ E. Morello |

| Padova 3 marzo 2002 25ª giornata | Padova              | 0 – 0 | Monza | Stadio Euganeo\| Arbitro: \| Bernardoni (Modena) \| |
| Arbitro:                         | Bernardoni (Modena) |       |       |                                                     |

| Arbitro: | Zambon (Padova) |

|                |           |                        |
| Cancellato 71’ | Marcatori | 51’ Bertani 65’ Marzio |

| Arbitro: | Ciliberto (Merano) |

|                       |           |  |
| Biava 46’ Beretta 82’ | Marcatori |  |

| Arbitro: | Rocchi (Firenze) |

|  |           |                  |
|  | Marcatori | 17’ Fava Passaro |

| Arbitro: | Siragusa (Acireale) |

|                |           |  |
| Ganci 59’, 80’ | Marcatori |  |

| Arbitro: | Santucci (Reggio Calabria) |

|               |           |  |
| Carruezzo 20’ | Marcatori |  |

| Arbitro: | De Marco (Chiavari) |

|  |           |              |
|  | Marcatori | 40’ Saverino |

| Arbitro: | Pantana (Macerata) |

|                |           |  |
| Bortolazzi 53’ | Marcatori |  |

| Arbitro: | Ioseffi (Siena) |

|                            |           |                        |
| Ganci 78’ Cancellato 90+3’ | Marcatori | 40’ Mussi 89’ Di Sauro |

| Arbitro: | P.S. Mazzoleni (Bergamo) |

|                                |           |                                    |
| Ciullo 35’ Masolini 61’ (rig.) | Marcatori | 59’ (rig.) Cancellato 88’ A. Galli |

### Coppa Italia

#### Gruppo 5
| Arbitro: | Cannella (Palermo) |

|                         |           |              |
| Pelatti 55’ (rig.), 90’ | Marcatori | 62’ Calcagno |

| Arbitro: | Preschern (Mestre) |

|                                       |           |  |
| Pizzi 45’ (rig.) Ghirardello 75’, 86’ | Marcatori |  |

| Arbitro: | Rosetti (Torino) |

|                   |           |                                   |
| Degano 68’ (rig.) | Marcatori | 48’ (rig.) Flachi 90’ C. Esposito |

### Coppa Italia di Serie C
| Arbitro: | Belloli (Bergamo) |

|             |           |                    |
| Imburgia 5’ | Marcatori | 26’ (rig.) Pelatti |

| Arbitro: | P.S. Mazzoleni (Bergamo) |

|                                |           |                      |
| Gori 25’ Cantoro 33’ Ugali 38’ | Marcatori | 6’, 21’ Fava Passaro |

| Arbitro: | Zambon (Padova) |

|                           |           |             |
| Damiani 6’ A. Colombo 72’ | Marcatori | 54’ Garlini |

| Arbitro: | Mariuzzo (Venezia) |

|             |           |  |
| Bonazzi 77’ | Marcatori |  |